# 2e arrondissement d'Antananarivo
Le 2e arrondissement d'Antananarivo est l'un des arrondissements centraux d'Antananarivo et constitue le cœur historique de la ville. Il comprend notamment la Haute-Ville, centre du pouvoir royal au XIXe siècle, qui date du tout début du XVIIIe siècle.

## Histoire
En 1610, dans le cadre de leurs conquêtes territoriales, les Merina entreprirent la conquête d'Analamanga, alors une colline habitée par le peuple Vazimba. Après avoir expulsé les Vazimbas qui habitaient la ville au sommet de la colline d'Analamanga, Andrianjaka choisit le site pour son rova, qui s'agrandit au fil du temps pour abriter les palais royaux et les tombes de la royauté Merina. Selon divers récits, la ville fut fondée vers 1610 ou 1625. Les premiers rois merina utilisèrent le fanampoana pour construire un ensemble massif de rizières irriguées et de digues autour de la ville afin de fournir suffisamment de riz à la population croissante. Ces rizières, dont la plus grande est appelée Betsimitatatra, continuent de produire du riz.

## Bâtiments et installations

### Monuments et lieux remarquables

Le Palais de Mahazoarivo, accueillant les locaux du Premier ministre, en 2023.

- Rova d'Antananarivo, enceinte royale
- Palais d'Andafiavaratra, ancien palais du Premier ministre
- Palais de Justice d'Ambatodrafandrana
- Palais de Mahazoarivo, palais du Premier ministre
- Vavahadimitafo, une des portes de la vieille ville

### Bâtiments importants
- Mairie du deuxième arrondissement
- Palais Ratsimamanga, siège de l'état-major des armées
- Maison centrale Antanimora, centre pénitentiaire
- Bureau national de gestion des risques et catastrophes

### Hopitaux
- Centre Hospitalier Universitaire Mère-Enfant Ambohimiandra
- Clinique Mpitsabo Mikambana

### Établissements scolaires et universitaires

#### Établissements scolaires
- Association des parents d'élèves de l'Alliance française (APEAF)
- Banjina Ivorian'ny Ray-aman-Dreny (BIRD)
- Lycée Saint-Étienne
- Lycée Martin Luther Ambolokandrina
- Collège de l'Imaculée
- Collège Notre-Dame de Mandroseza
- Collèges d'enseignement général
  - Avaradrova
  - Ambohimiandra
  - Ambohipo

#### Établissements d'enseignement supérieur
- Université d'Antananarivo
- Université catholique de Madagascar
- Institut supérieur de pédagogie d'Antananarivo
- Institut supérieur polytechnique de Madagascar

### Lieux de culte
- Temple protestant Rasalama Martiora
- Églises protestantes
  - Ambanidia-Faliarivo
  - Ambatomitsangana
  - Ambatoroka
  - Ambavahadimitafo
  - Ambohimiandra
  - Ambohipo
  - Androndrabe
  - Mahazoarivo
  - Manakambahiny
  - Mandroseza
- Église luthérienne malgache à Ambolokandrina
- Églises catholiques
  - Saint-Étienne Ambanidia
  - Ambavahadimitafo
  - Ambohimitsimbina
  - Ambohipo
  - Saint-Louis-Roi Fenomanana
  - Notre-Dame de Mandroseza
- Église Adventiste du septième jour à Ambolokandrina
- Église de Jésus-Christ des saints des derniers jours à Manakambahiny

### Musées
- Musée du Rova d'Antananarivo
- Musée de la photographie à Anjohy
- Musée d'ethnologie et de paléontologie

## Personnalités liés à l'arrondissement
- Rafaravavy Rasalama (1810/12-1837), première martyre chrétienne malgache, y a été exécutée le 14 août 1837.
- Jean Laborde (1805-1878), y a résidé en attente de son audience avec la reine Ranavalona Ire.

## Quartiers
Le premier arrondissement est constitué de 58 quartiers répartis dans 23 fokontany.
| Fkt. | №  | Quartiers           | Quartiers           |
| ---- | -- | ------------------- | ------------------- |
| 1    | 1  | Ambanidia           | Faliarivo           |
| 1    | 2  | Ambanidia           | Miandrarivo         |
| 1    | 3  | Ambanidia           | Volosarika          |
| 2    | 4  | Ambatoroka          | Ambatoroka          |
| 3    | 5  | Ambohidraserika     | Ambohidraserika     |
| 3    | 6  | Mahazoarivo         | Mahazoarivo         |
| 4    | 7  | Ambohipo            | Cité                |
| 4    | 8  | Ambohipo            | Tanàna              |
| 4    | 9  | Ampahatezana        | Ampahatezana        |
| 5    | 10 | Andohaniato         | Andohaniato         |
| 6    | 11 | Ambohipotsy         | Ambohipotsy         |
| 6    | 12 | Ambohimitsimbana    | Ambohimitsimbana    |
| 6    | 13 | Amparihy            | Amparihy            |
| 7    | 14 | Ambohitsiroa VN     | Ambohitsiroa VN     |
| 8    | 15 | Ambohitsoa          | Ambohitsoa          |
| 8    | 16 | Ankazolava          | Ankazolava          |
| 8    | 17 | Ivanja              | Ivanja              |
| 9    | 18 | Ambolokandrina      | Ambolokandrina      |
| 9    | 19 | Antsahamamy         | Antsahamamy         |
| 9    | 20 | Ankatso             | Ankatso             |
| 10   | 21 | Ampamatanana        | Ampamatanana        |
| 10   | 22 | Androndrabe         | Androndrabe         |
| 10   | 23 | Ambohibary          | Ambohibary          |
| 11   | 24 | Andafiavaratra      | Andafiavaratra      |
| 11   | 25 | Ambavahadimitafo    | Ambavahadimitafo    |
| 11   | 26 | Rats/va             | Rats/va             |
| 11   | 27 | A/py                | A/py                |
| 11   | 28 | Ampamarinana        | Ampamarinana        |
| 12   | 29 | Andohamandry        | Andohamandry        |
| 13   | 30 | Andohanimandroseza  | Andohanimandroseza  |
| 13   | 31 | Ambohibato          | Ambohibato          |
| 13   | 32 | Antanambao          | Antanambao          |
| 14   | 33 | Androndrakely       | Androndrakely       |
| 14   | 34 | Saropody            | Saropody            |
| 14   | 35 | Atonta              | Atonta              |
| 15   | 36 | Ankazotokana Ambony | Ankazotokana Ambony |
| 16   | 37 | Antanimora          | Antanimora          |
| 16   | 38 | Ampasanimalo        | Ampasanimalo        |
| 17   | 39 | Ambohimiandra       | Ambohimiandra       |
| 17   | 40 | Fenomanana          | Fenomanana          |
| 17   | 41 | Antsahakely         | Antsahakely         |
| 17   | 42 | Ankadivato          | Ankadivato          |
| 18   | 43 | Antsahabe           | Antsahabe           |
| 18   | 44 | Ankorahotra         | Ankorahotra         |
| 18   | 45 | Ankazotokana        | Ankazotokana        |
| 19   | 46 | Manakambahiny       | Manakambahiny       |
| 19   | 47 | Ambatomaro          | Ambatomaro          |
| 19   | 48 | Ankerakely          | Ankerakely          |
| 20   | 49 | Mandroseza          | Afovoany            |
| 20   | 50 | Mandroseza          | Atsinanana          |
| 21   | 51 | Manjakamiadana      | Manjakamiadana      |
| 21   | 52 | Antsahondra         | Antsahondra         |
| 21   | 52 | Ankadinandriana     | Ankadinandriana     |
| 21   | 54 | Ambatom             | Ambatom             |
| 22   | 55 | Morarano            | Morarano            |
| 22   | 56 | Andrangaranga       | Andrangaranga       |
| 22   | 57 | Ambatolava          | Ambatolava          |
| 23   | 58 | Tsiadana            | Tsiadana            |